# حزب النصر (مصر)
حزب النصر هو حزب سياسي صوفي في مصر.